# Zeltia Montes
Pour les articles homonymes, voir Montes et Muñoz.
Zeltia Montes Muñoz, née à Madrid le 22 mars 1979, est une compositrice musicale espagnole, spécialisée dans les bandes sonores de films.

## Biographie
Elle naît à Madrid en 1979, de mère madrilène et de père galicien. Elle intègre le Conservatoire de Madrid, et à l'âge de neuf ans, elle commence à composer. En 2002, elle est diplômée des titres de professeur de piano et de solfège. En 2005, elle intègre le Berklee College of Music de Boston, où elle étudie avec John Bavicchi, Tom McGah et Dennis Leclaire.
En 2008, elle emménage à Los Angeles et poursuit sa carrière entre l'Espagne et les États-Unis.
En 2024, elle compose la musique du film Salve Maria, de Mar Coll.